# Ortensia di Beauharnais
Hortense Eugénie Cécile Bonaparte, nata de Beauharnais (Parigi, 10 aprile 1783 – Salenstein, 5 ottobre 1837), regina consorte dei Paesi Bassi, fu la figliastra dell'imperatore Napoleone I, essendo figlia della sua prima moglie Giuseppina di Beauharnais. Più tardi divenne la moglie del fratello minore di Napoleone, Luigi Bonaparte, re dei Paesi Bassi e madre di Napoleone III, imperatore dei Francesi. Ebbe anche un figlio illegittimo, Charles Auguste Louis Joseph, duc de Morny, dal suo amante Charles Joseph, conte de Flahaut.

## Biografia

### Infanzia

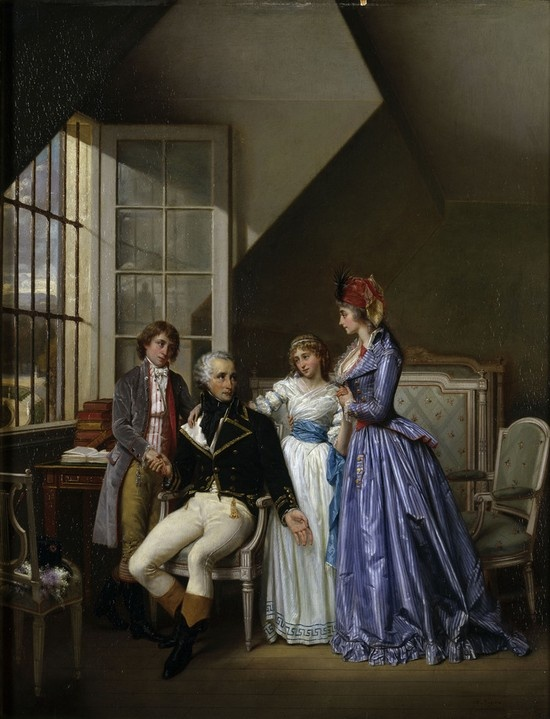
Marie-Josèphe-Rose Tascher de la Pagerie, Alexandre de Beauharnais e i due figli nel 1794

Hortense nacque a Parigi il 10 aprile 1783, figlia di Alexandre, Vicomte de Beauharnais e di Marie-Josèphe-Rose Tascher de la Pagerie, e sorella minore di Eugène de Beauharnais. I suoi genitori si separarono subito dopo la sua nascita. Suo padre fu giustiziato il 23 luglio 1794, durante la Rivoluzione francese, un paio di giorni prima della fine del Regime del Terrore. Sua madre Joséphine fu imprigionata nella prigione di Carmes, da cui fu rilasciata il 6 agosto 1794 grazie all'intervento della sua migliore amica, Thérèse Tallien. Due anni dopo Joséphine sposò Napoleone Bonaparte.
Hortense fu educata alla scuola di Madame Jeanne Campan, a Saint-Germain-en-Laye, insieme con la sorella minore di Napoleone, Carolina Bonaparte, che in seguito sposerà Gioacchino Murat. Era alta, snella, aveva capelli biondi e grandi occhi azzurri, un viso a forma di cuore e lineamenti delicati. Hortense era una compositrice dilettante e fornì all'esercito del suo patrigno delle marce entusiasmanti.

### Matrimonio

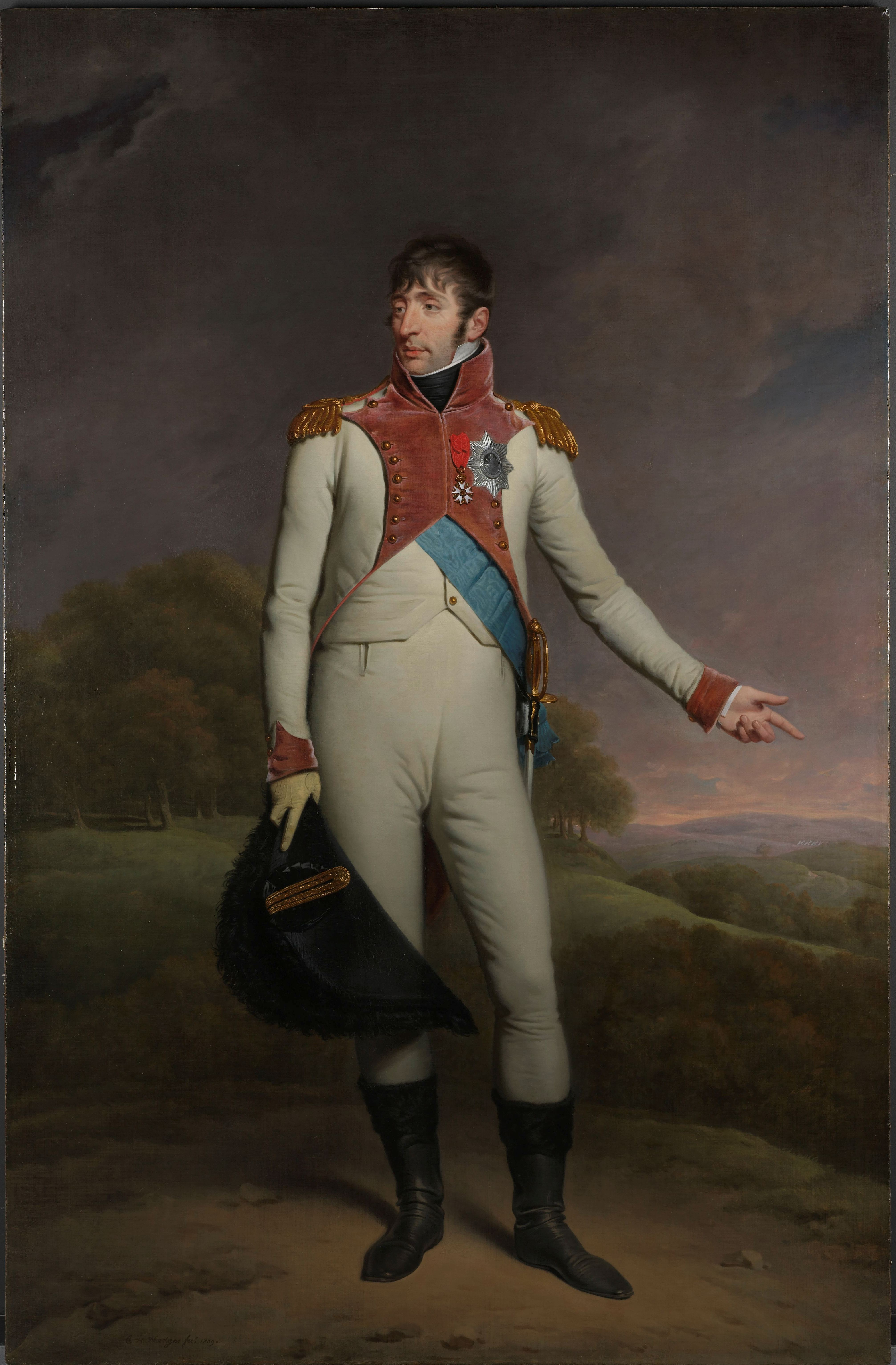
Luigi Bonaparte ritratto da Charles Howard Hodges

Nel 1802, per volere di Napoleone, Hortense sposò suo fratello Luigi Bonaparte. La coppia ebbe tre figli.

### Regina d'Olanda

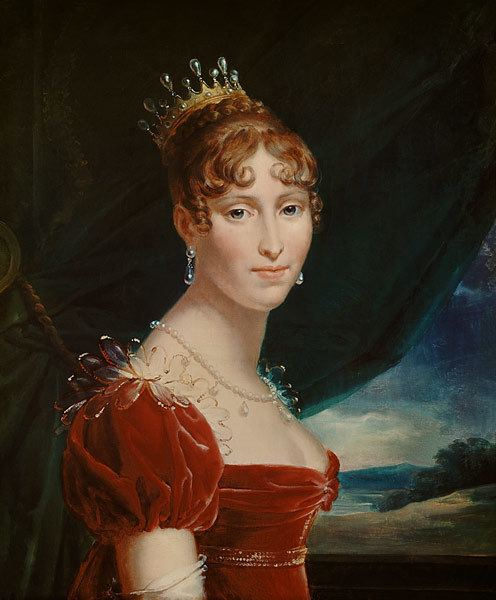
François Gérard, Ritratto della regina Ortensia d'Olanda, 1809

Nel 1806 Napoleone nominò re d'Olanda suo fratello Luigi e Hortense accompagnò il marito a L'Aia. Il disappunto di Hortense per la nomina a regina d'Olanda era duplice: in primo luogo, le fu necessario trasferirsi là con Luigi, con il quale non andava d'accordo, e, in secondo luogo, dovette abbandonare la sua vita come membro della celebre società parigina. Aveva sperato di essere "una regina d'Olanda a Parigi", ma Napoleone non era d'accordo. Fu quindi costretta a partire con Luigi per i Paesi Bassi, dove arrivò il 18 giugno 1806.
La regina Hortense fu piacevolmente sorpresa dalla calorosa accoglienza dei sudditi. Si adattò rapidamente alla vita nei Paesi Bassi ed il paese cominciò a piacerle. Era presente alle celebrazioni ufficiali e alle cerimonie, visitò i luoghi di mercato, dove fece grandi acquisti, ed era molto apprezzata dal popolo, che invece infastidiva il marito. Imparò l'acquarello e fece viaggi in giro per la campagna. Tuttavia, odiava soggiornare in Olanda a causa del suo cattivo rapporto con Luigi: la coppia visse in parti separate del palazzo e si evitarono l'un l'altro in ogni occasione. Hortense descrisse se stessa come una prigioniera. Nel 1807, quando suo figlio morì, le fu permesso di ritornare in Francia, poiché il clima era ritenuto migliore per l'altro suo figlio Louis-Napoléon. Rimase in Francia, ancora una volta compiaciuta dal suo status di regina alla corte francese, fino al 1810, quando Napoleone la costrinse a tornare nei Paesi Bassi, non ritenendo opportuno avere la figlia della sua ex moglie a corte dopo il suo nuovo matrimonio con Maria Luisa d'Austria. Hortense tornò temporaneamente nei Paesi Bassi, ma il 1º giugno 1810 le fu permesso di partire ancora una volta, con il pretesto della sua salute.

### Relazione con Charles Joseph de Flahaut

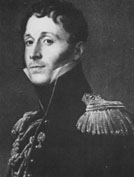
Il generale Charles Joseph, conte de Flahaut

Hortense era ora libera di rispondere agli approcci romantici dell'uomo che aveva a lungo ammirato, il colonnello Charles Joseph, conte de Flahaut, un uomo prestante e raffinato che si vociferava fosse il figlio illegittimo di Talleyrand. Divennero presto amanti. Nel 1811, in una locanda imprecisata in Svizzera, vicino al lago di Ginevra, Hortense diede segretamente alla luce un figlio di de Flahaut, Charles de Morny.
Solo suo fratello Eugène, Adélaïde Filleul de Souza, madre di de Flahaut, e gli amici più intimi erano a conoscenza della sua gravidanza e della successiva nascita. Aveva usato le cattive condizioni di salute per spiegare la sua visita prolungata in Svizzera e il viaggio era stato organizzato da Adélaïde. Hortense dissimulò abilmente la sua gravidanza (era allora al sesto mese) durante il battesimo del figlio di Napoleone, Napoleone II, quando fu scelta per essere una delle madrine del bambino, un onore che condivise con Madame Mère, madre dell'imperatore.

### Ultimi anni e morte

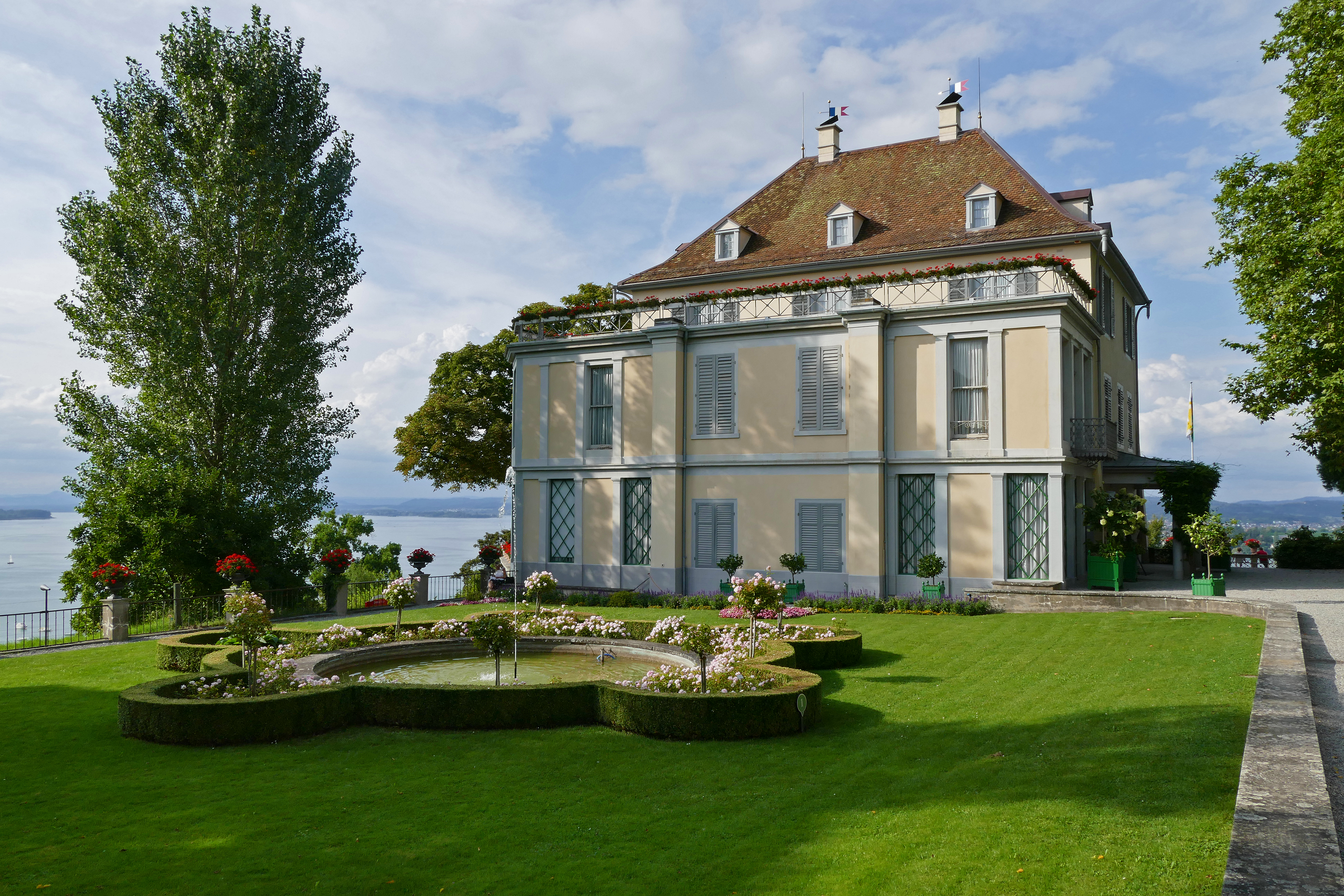
L'Arenenberg

In seguito alla Restaurazione, nel 1814 Hortense ricevette la protezione di Alessandro I, zar di Russia; su sua perorazione fu creata duchessa de Saint-Leu da re Luigi XVIII. Durante i Cento giorni Hortense, tuttavia, sostenne il suo patrigno e cognato Napoleone. Per questo, dopo la sconfitta finale di Napoleone a Waterloo, fu condannata all'esilio dalla Francia. Viaggiò in Germania ed Italia, prima di acquistare il castello di Arenenberg in Svizzera, nel Canton Turgovia, nel 1817. Lì visse fino alla morte, che la colse il 5 ottobre 1837, all'età di 54 anni. 

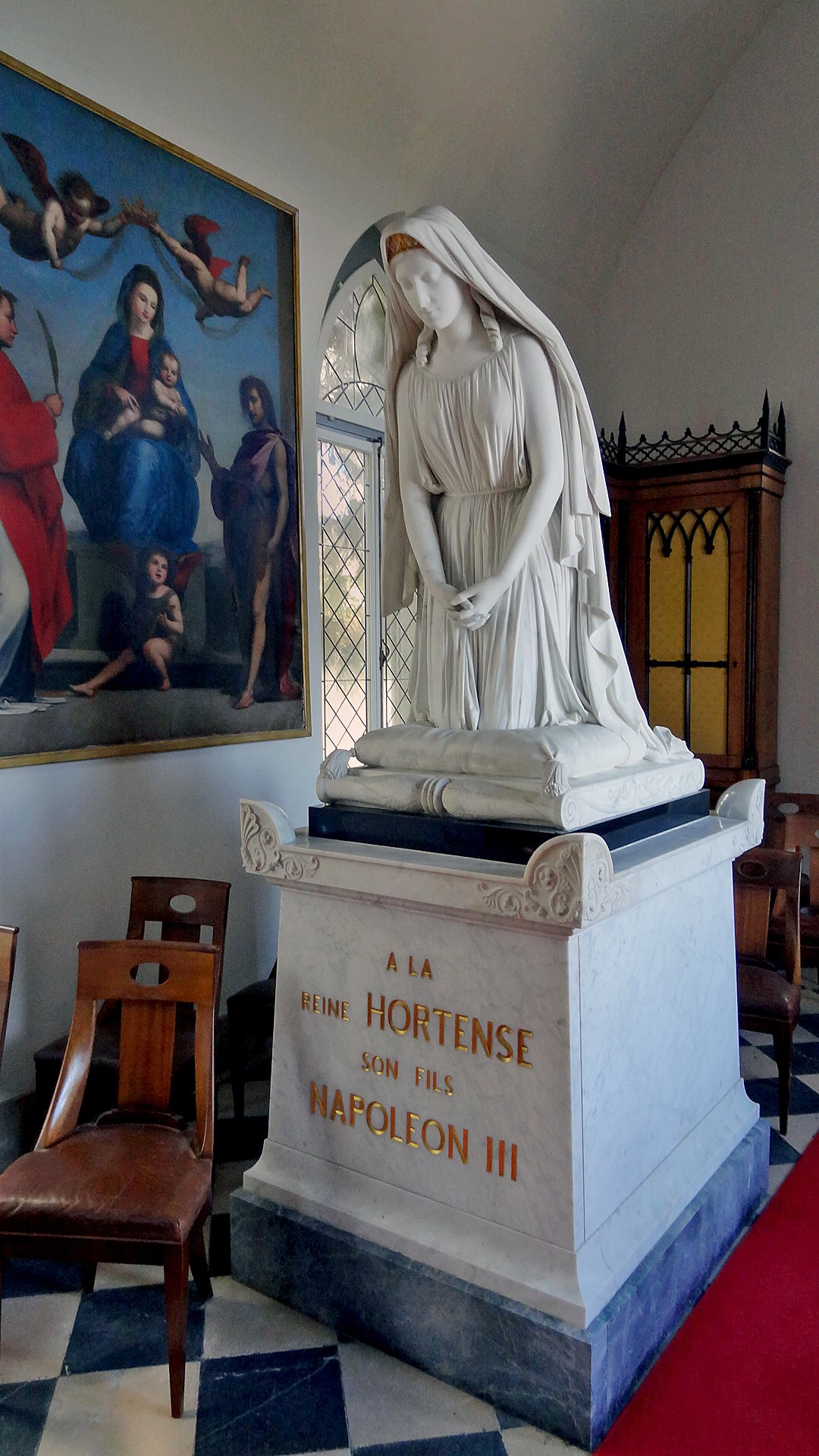
Monumento sepolcrale ad Ortensia nella cappella dell'Arenenberg

Fu sepolta accanto a sua madre Joséphine nella chiesa dei santi Pietro e Paolo a Rueil-Malmaison. Nel 1822 Hortense aveva acquistato dal fratello Eugène de Beauharnais una notevole quantità di beni - che l'ex viceré d'Italia aveva acquisito come "appannaggio" nel 1810 - ubicati a Monte San Vito e Montemarciano, nelle Marche. Durante uno dei suoi frequenti soggiorni in questa regione era riuscita a portare in salvo da Ancona, occupata dagli austriaci, il figlio Luigi Napoleone (futuro Napoleone III), che aveva partecipato ai moti rivoluzionari del 1831.
Un ritratto di Hortense è appeso a Ash Lawn–Highland, la casa piantagione in Virginia di James Monroe, 5º Presidente degli Stati Uniti d'America. Era uno dei tre ritratti dati da Hortense alla figlia di Monroe, Eliza, che aveva frequentato la scuola con Hortense in Francia (gli altri due ritratti sono del fratello di Hortense, Eugène de Beauharnais e di Madame Campan, la direttrice della scuola frequentata da Hortense ed Eliza). La figlia di Eliza, Hortense Monroe Hay, è stata così chiamata in onore di Hortense.

## Curiosità
Prende il suo nome il famoso diamante Hortensia, dal rarissimo colore rosa pesca, appartenuto a Luigi XIV e ora esposto al Louvre.

## Discendenza

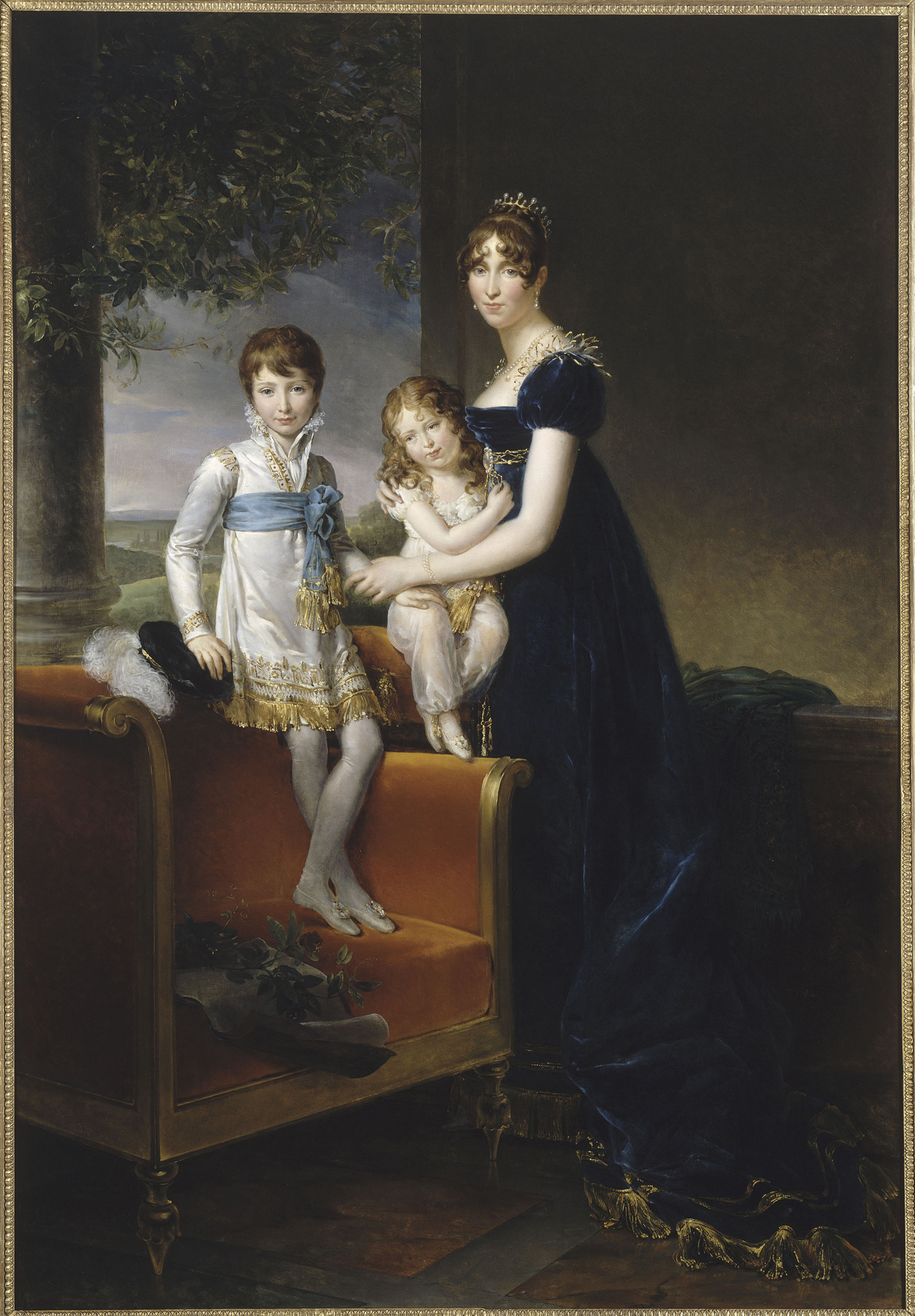
Ortensia di Beauharnais ritratta con i due figli da François Gérard

Ortensia e Luigi Bonaparte ebbero tre figli:
- Napoleone Carlo Bonaparte (10 ottobre 1802 - 5 maggio 1807), morto prematuramente di difterite;
- Napoleone Luigi Bonaparte (11 ottobre 1804 - 17 marzo 1831);
- Carlo Luigi Napoleone Bonaparte, poi Napoleone III, Imperatore dei Francesi (20 aprile 1808 - 9 gennaio 1873).

Dalla sua relazione adulterina con Charles Joseph, conte de Flahaut ebbe un figlio:
- Charles Auguste Louis Joseph (21 ottobre 1811 - 10 marzo 1865), creato Duc de Morny dal fratellastro, Napoleone III, nel 1862.

## Ascendenza
|                                                |                                      |                                                     | Genitori                            |  |  | Nonni |  |  | Bisnonni              |  |  | Trisnonni                  |  |
|                                                |                                      |                                                     |                                     |  |  |       |  |  | Claude de Beauharnais |  |  | François IV de Beauharnais |  |
|                                                |                                      |                                                     |                                     |  |  |       |  |  | Claude de Beauharnais |  |  | François IV de Beauharnais |  |
|                                                |                                      | Marguerite Françoise de Pyvart de Chastillé         |                                     |  |  |       |  |  | Claude de Beauharnais |  |  |                            |  |
| François V de Beauharnais                      |                                      |                                                     |                                     |  |  |       |  |  | Claude de Beauharnais |  |  |                            |  |
|                                                |                                      | Renée Hardouineau de Laudanière                     | Pierre Hardouineau de La Laudanière |  |  |       |  |  |                       |  |  |                            |  |
|                                                |                                      | Renée Hardouineau de Laudanière                     | Pierre Hardouineau de La Laudanière |  |  |       |  |  |                       |  |  |                            |  |
|                                                |                                      | Renée Hardouineau de Laudanière                     | Renée Le Pays de Beauville          |  |  |       |  |  |                       |  |  |                            |  |
| Alessandro di Beauharnais                      |                                      | Renée Hardouineau de Laudanière                     |                                     |  |  |       |  |  |                       |  |  |                            |  |
|                                                |                                      | François-Louis de Pyvart de Chastullé               | Jacques Pyvart de Chastullé         |  |  |       |  |  |                       |  |  |                            |  |
|                                                |                                      | François-Louis de Pyvart de Chastullé               | Jacques Pyvart de Chastullé         |  |  |       |  |  |                       |  |  |                            |  |
|                                                |                                      | François-Louis de Pyvart de Chastullé               | Madeleine de Beauchesne             |  |  |       |  |  |                       |  |  |                            |  |
| Marguerite Françoise de Pyvart de Chastillé    |                                      | François-Louis de Pyvart de Chastullé               |                                     |  |  |       |  |  |                       |  |  |                            |  |
|                                                |                                      | Jeanne Hardouineau de Laudanière                    | Pierre Hardouineau de La Laudanière |  |  |       |  |  |                       |  |  |                            |  |
|                                                |                                      | Jeanne Hardouineau de Laudanière                    | Pierre Hardouineau de La Laudanière |  |  |       |  |  |                       |  |  |                            |  |
|                                                |                                      | Jeanne Hardouineau de Laudanière                    | Renée Le Pays de Beauville          |  |  |       |  |  |                       |  |  |                            |  |
| Ortensia di Beauharnais                        |                                      | Jeanne Hardouineau de Laudanière                    |                                     |  |  |       |  |  |                       |  |  |                            |  |
|                                                | Gaspard Joseph Tascher de la Pagerie | Gaspard de Tascher de la Pagerie                    |                                     |  |  |       |  |  |                       |  |  |                            |  |
|                                                | Gaspard Joseph Tascher de la Pagerie | Gaspard de Tascher de la Pagerie                    |                                     |  |  |       |  |  |                       |  |  |                            |  |
|                                                | Gaspard Joseph Tascher de la Pagerie | Edmée Henriette Madeleine du Plessis de Savonnières |                                     |  |  |       |  |  |                       |  |  |                            |  |
| Giuseppe-Gaspard Tascher de la Pagerie         | Gaspard Joseph Tascher de la Pagerie |                                                     |                                     |  |  |       |  |  |                       |  |  |                            |  |
|                                                |                                      | Françoise Bourreau de la Chevalerie                 | François Bourreau de la Chevalerie  |  |  |       |  |  |                       |  |  |                            |  |
|                                                |                                      | Françoise Bourreau de la Chevalerie                 | François Bourreau de la Chevalerie  |  |  |       |  |  |                       |  |  |                            |  |
|                                                |                                      | Françoise Bourreau de la Chevalerie                 | Marie Thérèse Jaham des Prés        |  |  |       |  |  |                       |  |  |                            |  |
| Maria Giuseppina Rosa de Tascher de la Pagerie |                                      | Françoise Bourreau de la Chevalerie                 |                                     |  |  |       |  |  |                       |  |  |                            |  |
|                                                |                                      | Joseph François des Vergers de Sanois               | Joseph des Vergers de Sablons       |  |  |       |  |  |                       |  |  |                            |  |
|                                                |                                      | Joseph François des Vergers de Sanois               | Joseph des Vergers de Sablons       |  |  |       |  |  |                       |  |  |                            |  |
|                                                |                                      | Joseph François des Vergers de Sanois               | Élisabeth de Maigne du Plat         |  |  |       |  |  |                       |  |  |                            |  |
| Rose-Claire des Vergers de Sanois              |                                      | Joseph François des Vergers de Sanois               |                                     |  |  |       |  |  |                       |  |  |                            |  |
|                                                |                                      | Catherine Marie Brown                               | Anthony Brown                       |  |  |       |  |  |                       |  |  |                            |  |
|                                                |                                      | Catherine Marie Brown                               | Anthony Brown                       |  |  |       |  |  |                       |  |  |                            |  |
|                                                |                                      | Catherine Marie Brown                               | Catherine des Vergers de Sannois    |  |  |       |  |  |                       |  |  |                            |  |
|                                                |                                      | Catherine Marie Brown                               |                                     |  |  |       |  |  |                       |  |  |                            |  |